# هوامش
الهوامش [Marginalia بالرومية المولدة وهو اسم جمع] اسم شامل لكل ما يكتب في هامش صفحة الكتاب من حواش وتعليقات وتنبيهات. والتهميش مصدر من كتابة الهوامش مولد.